# Pulsed Secondary Air Injection
PAIR staat voor: Pulsed secondary AIR injection.
Dit is een luchtinjectiesysteem van Suzuki motorfietsen. Het zit op de uitlaatkanalen van de Suzuki GSX 1300 R Hayabusa, en vertoont waarschijnlijk qua werking overeenkomsten vertoont met Sekundair Luft System van BMW. Dat betekent dat er door drukimpulsen in het uitlaatsysteem een klep wordt geopend die zuivere lucht direct achter de uitlaatklep in de uitlaat brengt. Dit veroorzaakt een naverbranding waardoor de uitstoot van HC (koolwaterstof) en CO (koolmonoxide) met resp. 30 en 40 % afneemt.